# Ворота Толедо
Ворота Толедо — памятник первой трети XIX века в испанской столице. Ворота были возведены в качестве триумфальной арки в честь короля Фердинанда VII. Ворота стоят на улице Толедо, в полутора километрах от кафедрального собора.

## История
Ворота с таким названием существовали еще в старой стене, окружавшей Мадрид в XV. Через ворота проходила дорога, ведущая в Толедо. В 1625 году, при строительстве стены Филиппа IV, были возведены вторые ворота, стоявшие чуть ближе к центру города на улице Толедо, чем существующие.
Первые проекты строительства современных ворот относятся к эпохе наполеоновских войн, времени царствования Жозефа Бонапарта, в чьи планы входило привести в порядок въезд в Мадрид из Андалусии. Проект 1812 года, был призван прославлять конституцию, принятую тогда же. Но плану короля Жозефа не удалось воплотиться в жизнь, так как, средства, выделенные на строительство скоро подошли к концу, а вслед за этим последовало свержение Жозефа. Муниципальные власти поручили создать новый проект архитектору Антонио Лопесу Агуадо, который спроектировал ворота в виде триумфальной арки, и посвятил их реставрации Бурбонов на испанском престоле в лице Фердинанда VII.
Ворота Толедо были последними крупными воротами возведенными в стене, окружавшей Мадрид. Строительство велось 10 лет, с 1817 по 1827 годы. Масштабная реставрация проводилась муниципалитетом Мадрида в 1995 году.

## Внешний вид
Ворота Толедо состоят из трех пролетов: по центру полуциркульная арка и две прямоугольные по краям. Ворота построены из гранитных блоков и оформлены полу-колоннами, украшенными ионическими ордерами.
Ворота увенчаны скульптурной группой в камне, спроектированной испанским скульптором Хосе Хинесом и созданной Рамоном Барба и Валериано Сальватьерра. На северном фасаде установлен, поддерживаемый двумя детьми, герб Мадрида. Над боковыми проемами установлены композиции, изображающие военные трофеи.
Над главной аркой, во фризе, помещенном под главной скульптурной группой, виднеется надпись на латинском языке: 

Посвящено Фердинанду VII, Желанному, отцу нации, отвоевателю земли и избавителю от узурпации французов. 
 Монумент посвящается правительством Мадрида верности, триумфу и радости. Год 1827.
В настоящее время ворота стоят посредине дорожного кольца, превращенного в клумбу, которое не пересекают ни автомобильные, ни пешеходные дороги. Строительство подземного туннеля под воротами привело к незначительной осадке грунта и деформации центральной арки, что практически не заметно визуально.